# داريا شنايدر
داريا شنايدر (بالإنجليزية: Daria Schneider)‏ هي مبارزة بالسيف أمريكية، ولدت في 21 مايو 1987 في بيركيلي في الولايات المتحدة.

## وصلات خارجية
- داريا شنايدر على موقع الاتحاد الدولي للمبارزة (الإنجليزية)